# Klasztor oo. franciszkanów w Toruniu
Klasztor oo. franciszkanów w Toruniu – barokowy dom klasztorny Zakonu Braci Mniejszych na Podgórzu w Toruniu.
Klasztor wraz z kościołem Świętych Apostołów Piotra i Pawła założony ufundowany w 1644 roku, a konsekrowany w 1659 roku. Zgodę na jego założenie wydano w 1631 roku. Pierwotnie klasztor miał zostać założony w Toruniu, jednak wobec sprzeciwu ze strony protestanckiej rady podjęto starania podjęto decyzję, by działał on po drugiej stronie Wisły w Podgórzu. Fundatorem klasztoru oraz kościoła Świętych Apostołów Piotra i Pawła został kasztelan bydgoski Stanisław Sokołowski. W 1642 roku podjął on starania o uzyskania zgody na założenie klasztoru. Formalną zgodę wydano 7 grudnia 1643 roku. Fundamenty pod kościół i klasztor położył ojciec Ignacy Mierczyński. Budowa kościoła i klasztoru przedłużała się w wyniku nagłej śmierci Sokołowskiego i potopu szwedzkiego z 1655 roku. Główny część budynku została oddana do użytku w 1659 roku.
30 października 1810 roku został wydany edykt królewski o likwidacji klasztorów, a w 1832 roku edykt o kasacie zakonu. Franciszkanie przebywali w budynku do 1834 roku. W 1813 roku w budynku umieszczono cenniejsze elementy wyposażenia kościoła św. Anny, który spłonął 21 stycznia podczas pożaru Podgórza. Po pożarze w klasztorze umieszczono szkołę. 17 stycznia 1818 i 18 sierpnia 1834 roku w klasztorze przeprowadzono inwentaryzację. W 1987 roku franciszkanie wrócili do Podgórza. Po powrocie rozpoczęli prace remontowe i restauracyjne klasztoru.
Klasztor był połączony z chórem zakonnym, znajdującym się na piętrze kościoła Świętych Apostołów Piotra i Pawła.
Klasztor wraz z kościołem znajduje się w rejestrze zabytków (A/402 z 13 lipca 1936 roku) oraz w gminnej ewidencji zabytków (nr 2352).